# 金熙陵
熙陵，是中国金朝开国皇帝金太祖的七世祖乌鲁的陵墓。
金熙宗即位后，天会十四年（1136年），追尊乌鲁谥号为德皇帝。皇统四年（1144年），称乌鲁在金上京（今黑龙江省阿城市白城子）附近的墓葬地为熙陵。正隆元年（1156年），完颜亮将乌鲁改葬于大房山（今北京市房山区），陵号依然是熙陵。明朝末年，因为后金反明，被明朝政府破坏。